# Dalum Kirkegård
Dalum Kirkegård er kirkegård, der er beliggende ved Dalum Kirke i det sydvestlige Odense, tæt ved Odense Å. Kirkegården er cirka 3,6 ha.
Oprindeligt var Dalum Kirkegård en landsbykirkegård, men har med årene vokset sig større, så den minder mere om en bykirkegård. Kirkegården har siden 1970 været en del af Odenses kommunale kirkegårde.
Den er opbygget med en korsvej, der inddeler den i fire områder. Dertil kommer den gamle kirkegård, der ligger omkring Dalum Kirke og et nyere afsnit med urnegravsteder. Dalum Klosters begravelsesplads er desuden en del af kirkegården.

## Kendte begravet på kirkegården
- Hans Appel
- Helge Dahl
- Christen Kold
- Tage Kaarsted
- Vincent Lind
- Thorvald Petersen
- Svend Aage Rendboe
- Iver Vind
- Kurt Østervig